# Doppeladler
Von einem Doppeladler spricht man bei einem Adler, der zumindest zwei getrennte Köpfe, meist aber sogar zwei getrennte Hälse hat. Kein Doppeladler sind zwei halbe Adler an einer Spaltung (in der Spaltung bleibt immer der ganze Kopf erhalten, vgl. Formen des Adlers).
Seine Tingierung als Wappentier kann wie bei jedem Adler in allen heraldischen Farben und Metallen erfolgen.
Die Krönung der Köpfe eines Doppeladlers wird unterschiedlich dargestellt: entweder hat jeder Kopf eine eigene Krone, oder es schwebt eine einzelne Krone über beiden Köpfen. Auch eine Kombination dieser beiden Darstellungen ist möglich (z. B. das Große Wappen des Russischen Kaiserreichs). Durch die Hinterlegung mit einem Glorien- oder Heiligenschein je Kopf wird der Doppeladler in seiner Bedeutung aufgewertet.

Moderne (und antike) Form des Doppeladlers (Heraldisches Muster)
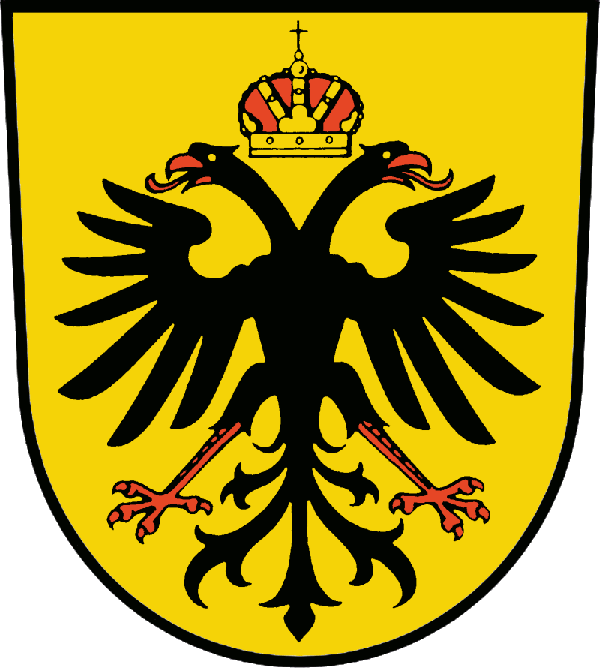
Langhalsiger Deutscher Doppeladler des Mittelalters, einfach gekrönt: Ruhland
Doppeladler in Schwabmünchen-Schwabegg mit Verwechselten Farben
Hansestadt Tiel mit Österreichischer Kaiserkrone
Das Wappen des Powiat Brzeziński zeigt zwei halbe Adler und keinen Doppeladler

## Deutung
Der Adler als „König der Lüfte“ war und ist in den meisten Kulturen Symbol für hochstehende Götter (für Europa insbesondere Zeus und Jupiter). Analog zeigt die Zweiköpfigkeit ein duales Prinzip der Herrschaft, insbesondere „Kaiser und König“, da der deutsch-römische Kaiser erst nach einer zweiten Krönung durch den Papst vom König zum Kaiser wurde. So wird die herausgehobene Position gegenüber dem einfachen Adler unterstrichen.
Die Deutung des Doppeladlers als Symbol eines weiteren – wie auch immer gearteten – dualen Prinzips wie Ost–West, Gewalteneinheit oder Reichshälften ist mittelalterlich-heraldisch nicht zu begründen (er ist eher im Sinne eines Ranges ähnlich der Mehrflügeligkeit der Seraphim und Cherubim zu sehen, nach Weyss etwa als „besonders umsichtiger, vieräugiger Wächter“), sondern eine viel spätere – nach Diem dafür aber umso mächtigere und einflussreiche – Umdeutung.

## Geschichte

### Frühe Doppeladler

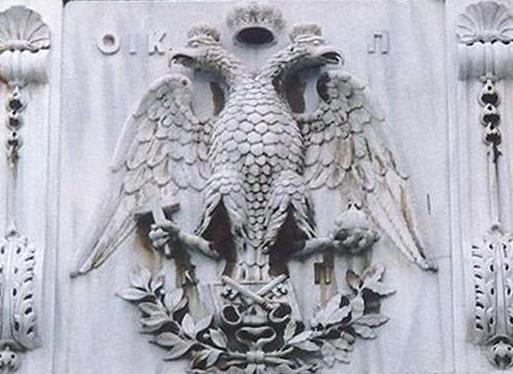
Doppeladler-Emblem, Istanbul, basierend auf den Insignien des Byzantinischen Reiches. Der linke (West-)Kopf symbolisiert Rom, der rechte (Ost-)Kopf symbolisiert Konstantinopel. Das Kreuz und der Globus in den Klauen symbolisieren die geistliche und weltliche Autorität. (z. B. Relief an der Georgskirche beim Ökumenischen Patriarchat von Konstantinopel).

Bettina Pferschy-Maleczek schreibt dazu Folgendes:

„Der Doppeladler begegnet in der griechisch-römischen Mythologie nicht. Die ägyptische Kunst kannte Doppelvögel seit 3000 v. Chr., zur selben Zeit begegnen sie im Iran (Susa I). In Mykene stellte man sie als zwei eng miteinander verbundene Vögel dar.  In Mesopotamien spielte um 2500 v. Chr. ein anderes [!] Adlerwesen eine wichtige Rolle, der löwenköpfige Adler des sumerischen Stadtstaates Lagasch, der gelegentlich auch doppelköpfig [mit zwei Löwenköpfen] dargestellt wurde. “
In der altorientalischen Teppichweberei wurden die Figuren oft seitenverkehrt wiederholt. Aus diesem Teppichstil wurde in anderen Kunstzweigen diese sich gegenüberstehenden Tierpaare als dekorative symmetrische Muster übernommen. Durch Verkürzung entstanden aus ihnen die doppelköpfigen Tiere. So ist auch der Doppeladler rein technisch aus zwei einköpfigen Adlern entstanden – wenn auch die europäisch-heraldische Tradition und neuere Symbolforschung das ablehnt.
Nach Weyss ist der Doppeladler in etlichen Kulturen unabhängig entstanden, so in Tibet, Pakistan, als doppelköpfiger Garuda auf Ceylon, oder in Peru.
Der Doppeladler ist im kleinasiatischen Raum als dynastisches Zeichen seit dem 4. Jahrhundert, im ehemaligen Armenien (heutiges Grenzgebiet zwischen Syrien und der Türkei) schon 302 als religiöses Zeichen verbreitet. Mit den Herrschern Ostroms verbreitet er sich über Ägäis und Südosteuropa und ist Symbol in der Konfrontation mit dem Islam.
Der Doppeladler gelangte durch orientalische Stoffe im 11. Jahrhundert nach Europa und wurde um 1100 von der Kunst aufgegriffen. Erwähnt sei hier nur die Verwendung in der romanischen Plastik in Frankreich.

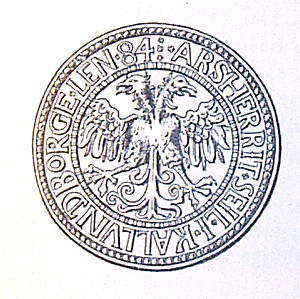
Doppeladler auf einem dänischen Siegel

Das erste Doppeladlersiegel erscheint 1180 als freigewähltes Persönlichkeitszeichen der Grafen von Saarwerden.

### Der Doppeladler als Reichsadler

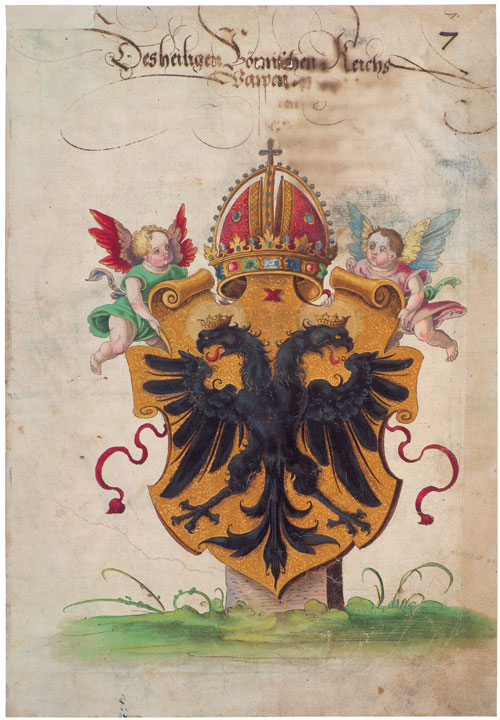
Doppeladler im Wappen des Heiligen Römischen Reichs, Illustration einer Prachthandschrift um 1540

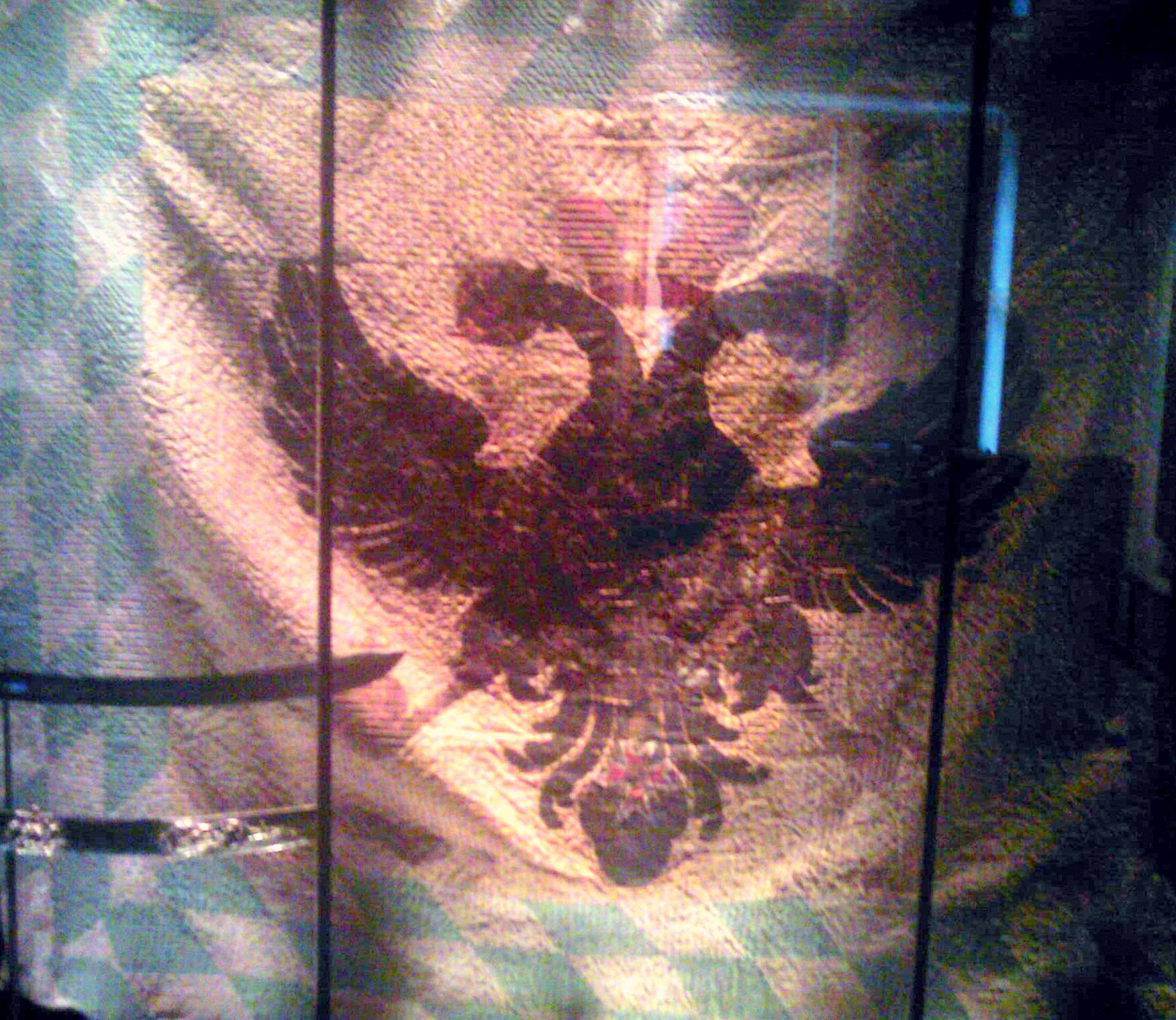
Eine kaiserlich bayerische Fahne 1745. Der Kaiseradler auf goldenem Grund wurde auf die kurbayerische Fahne aufgenäht. Musée de l’Armée, Paris Aufnahme 2010

Im späten Byzantinischen Reich wurde der doppelköpfige Adler bei Kaisern aus der Familie der Palaiologen gebräuchlich – von diesen Adlern leiten sich wohl alle europäischen Reichsadler ab: Der byzantinische Doppeladler war der dreifach gekrönte Doppeladler, später mit Brustschild, der den heiligen Georg zeigt. Nach 1453 nachweisbar und besonders auf russischen Wappen.
Von Byzanz übernahm das Russische Zarenreich als „das dritte Rom“ – nach dem „heidnischen“ Rom und dem christlichen Konstantinopel – den Doppeladler in Gold auf rotem Grund seit dem Jahr 1487. Diese Ableitung ist aber durchaus umstritten.
Das Heilige Römische Reich verwendete den Doppeladler in Schwarz auf Gold seit der Regierungszeit Kaiser Sigismunds, der genaue Beschluss datiert auf das Jahr 1433. Vorher galt der einköpfige Adler als Zeichen kaiserlicher Gewalt. Nimbiert (mit Heiligenschein versehen) war schon der einköpfige Adler, der Doppelköpfige bleibt es.
Das 1871 errichtete Deutsche Reich ersetzte den Doppeladler wieder durch einen einköpfigen Adler.
Im Jahr 1804 gründete Kaiser Franz I. das Kaisertum Österreich, für das er als Wappen den Doppeladler/Quaternionenadler des Heiligen Römischen Reiches entlehnte und in modifizierter Form als Österreichisches Wappen bestimmte. Nur zwei Jahre später legte er die Kaiserwürde des Heiligen Römischen Reiches nieder und erklärte das Reich für erloschen. Österreich führte den Doppeladler bis zur Auflösung der österreich-ungarischen Monarchie im Jahr 1918. Österreich hat politische Veränderungen lange sorgfältig nachvollzogen: Der Brustschild seines Doppeladlers schwoll im „großen“ Wappen auf zweiundsechzig Felder an, im „mittleren“ trugen – in Anlehnung an den Quaternionenadler – die Schwungfedern Schildchen der Erblande, darunter auch Ungarn. Zur Zeit des Austrofaschismus zwischen 1934 und 1938 wurde der Wappenadler erneut doppelköpfig und wieder nimbiert.
Auch die griechisch-orthodoxe Kirche führt den Doppeladler in Übernahme aus Ostrom. Die armenische Kirche benutzt das Symbol des Doppeladlers nach 1300-jähriger Tradition.
Nach ihrer Eroberung Anatoliens übernahmen die Rum-Seldschuken vom Byzantinischen Reich im 12. und 13. Jahrhundert an Medresen und Moscheen das Motiv des Doppeladlers. Ein Beispiel ist die Divriği-Moschee in der gleichnamigen Kleinstadt. Auf dem Wipfel eines Lebensbaums taucht der Doppeladler auf einem Steinrelief an der Eingangsfassade der Medrese in Erzurum (Çifte Minare Medresesi) auf.

Doppelköpfiger byzantinischer Reichsadler
Wappen Zarentum Russland
Doppeladler des Kaiserreiches Österreich („Kleines Wappen“ von 1815)
Wappen des Deutschen Bundes
Wappen Österreichs 1934–1938 mit nimbiertem Adler
Wappen von Rethondes (vgl. Lichtung von Compiègne)
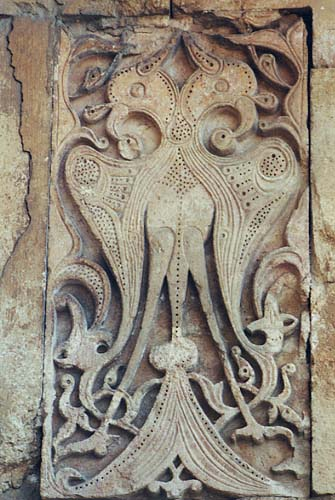
Doppeladler auf der Fassade der Divriği-Moschee (Türkei)

### Der Doppeladler als Stadtwappen

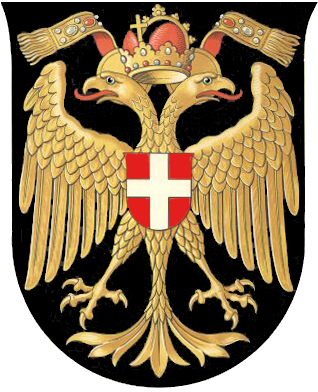
Wappen von Wien (1461–1462)

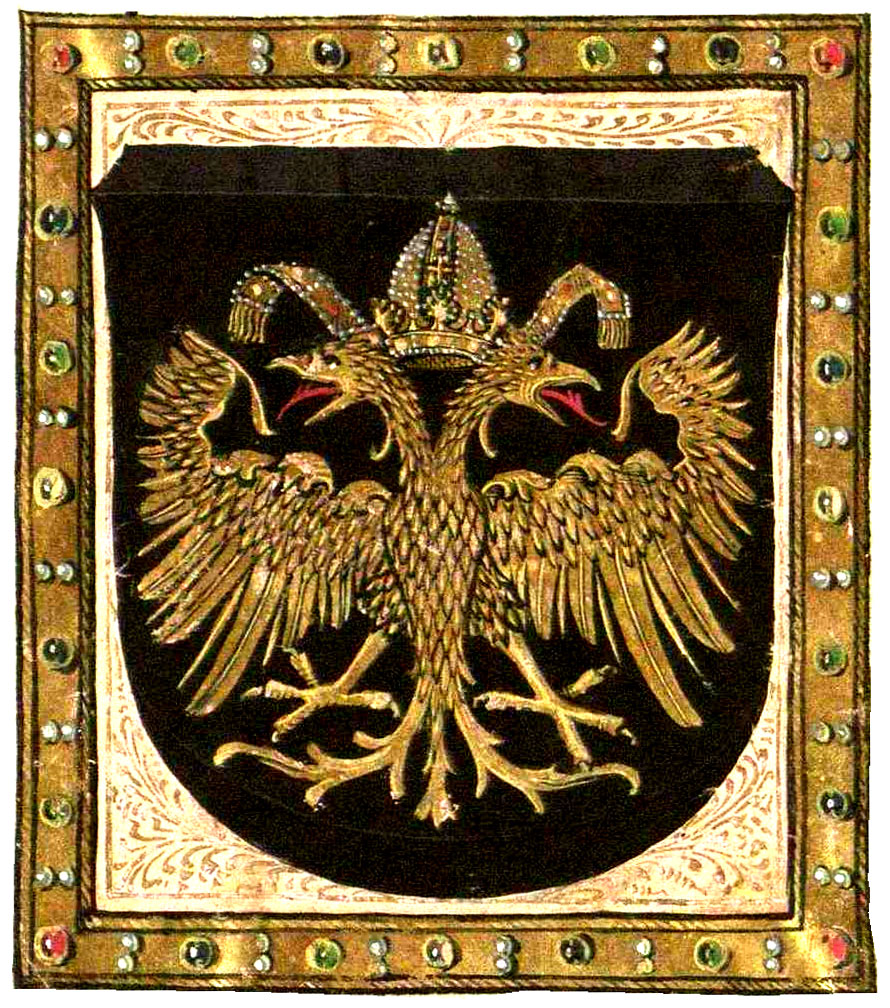
Wappen von Krems ab 1463

Gegenwärtiges Wappen von Krems

Der mit der Reichskrone gezierte, nimbierte goldene Doppeladler auf Schwarz wurde der Stadt Wien am 26. September 1461 von Kaiser Friedrich III. als Dank dafür verliehen, dass die Wiener ihm gegen den Angriff seines Bruders Albrecht VI. geholfen hatten, und ersetzte so den schon bisher verwendeten goldenen, einköpfigen Adler im schwarzen Feld.
Schon bald danach schlug die Treue der Stadt Wien in Ungehorsam um: Statt zum Kaiser zu stehen, belagerten die Bürger ihn, seine Gattin und seinen vierjährigen Sohn in der Wiener Burg. Mit Waffen aller Art machten sich 1462 etwa einhundert Männer aus Krems auf, um dem Kaiser zu helfen. Deshalb nahm Kaiser Friedrich III. das Wappen von Wien zurück und übertrug es am 1. April 1463 den beiden ihm treu ergebenen Schwesterstädten Krems und Stein. Seither führt Krems den mit der Reichskrone (mit hoher Mitra) und zwei flatternden Binden versehenen goldenen Doppeladler in Schwarz, allerdings ohne Nimben.  Wien schloss 1465 Frieden mit dem Kaiser und erhielt das Privileg des Wappens zurück. Diesmal war der Adler mit dem Kreuzbindenschild zusätzlich versehen. Ob dies offiziell allerhöchst sanktioniert wurde, ist nicht eindeutig. Der doppelköpfige Adler mit Krone und Kreuzbindenschild blieb in dieser Version für hunderte von Jahren bis 1925 erhalten.

## Verwendungen

### Staatswappen
- Seit der Auflösung der UdSSR wurde der Doppeladler wieder im Staatswappen Russlands aufgenommen.
- Albanien ist eine der wenigen Nationen, die noch den Doppeladler in ihrer Nationalflagge führen. Dieser Doppeladler ist auf den albanischen Nationalhelden Skanderbeg (1405–1468) zurückzuführen, der ihn als Siegel verwendete. Er wurde 1912 mit Albaniens Unabhängigkeit zum Staatswappen erklärt.
- Im Staatswappen von Serbien und Montenegro befand sich ein Doppeladler, gegenwärtig in den Wappen der beiden seit 2006 getrennten Einzelstaaten.
- In Anlehnung an das russische Wappen verwendeten die nicht anerkannten Volksrepubliken Donezk und Lugansk den Doppeladler in ihren Flaggen.

Staatswappen Russlands
Staatswappen Albaniens
Staatswappen Montenegros
Staatswappen Serbiens
Staatswappen Serbien und Montenegros
Flagge der „Volksrepublik Donezk“ (2014–2018)

### Sonstiges
In den Wappen von Adelshäusern, Landkreisen, Städten, Zünften (Schuhmachern) und vielen weiteren Zusammenschlüssen taucht der Doppeladler auf.

Bezirke und Landkreise
Wappen des bayerischen Regierungsbezirks Schwaben
Wappen des Landkreises Alb-Donau
Wappen des Landkreises Deggendorf
Wappen des Ortenaukreises

Stadtwappen
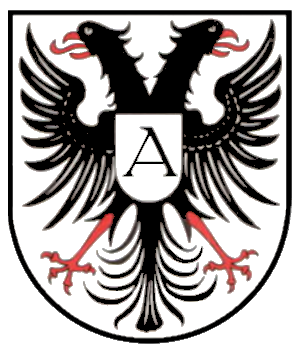
Adelhausen
Stadtwappen Arnhem
Flagge Athos
Wappen der Stadt Duisburg
Wappen von Erlenbach am Main
Stadtwappen Erzincan
Stadtwappen von Friedberg in Hessen
Stadtwappen Groningen
Großes Wappen der Stadt Köln
Wappen von Lübeck
Stadtwappen Neuss
Stadtwappen Nijmegen
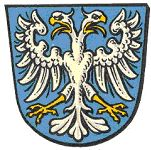
Wappen von Bad Camberg - Oberselters
Pommelsbrunn mit märkischem und Nürnberger Adler
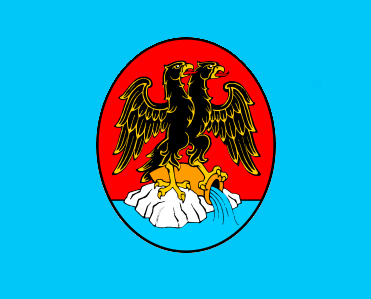
Stadtflagge mit Stadtwappen Rijeka
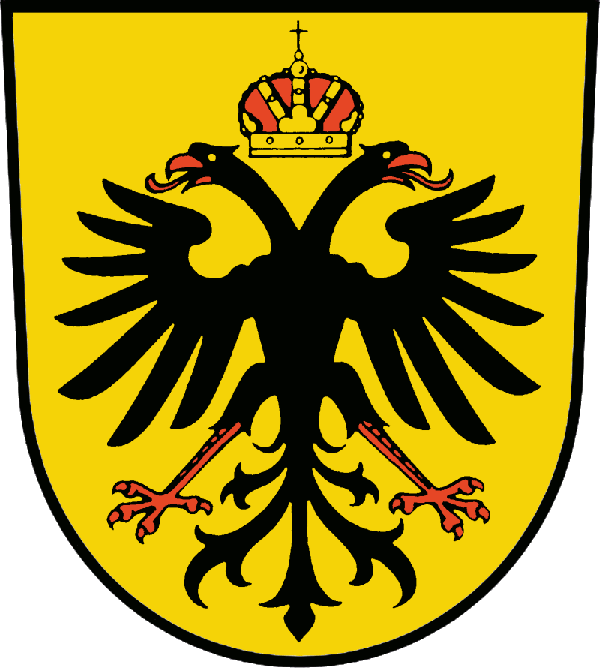
Wappen von Ruhland
Wappen von Siebeldingen
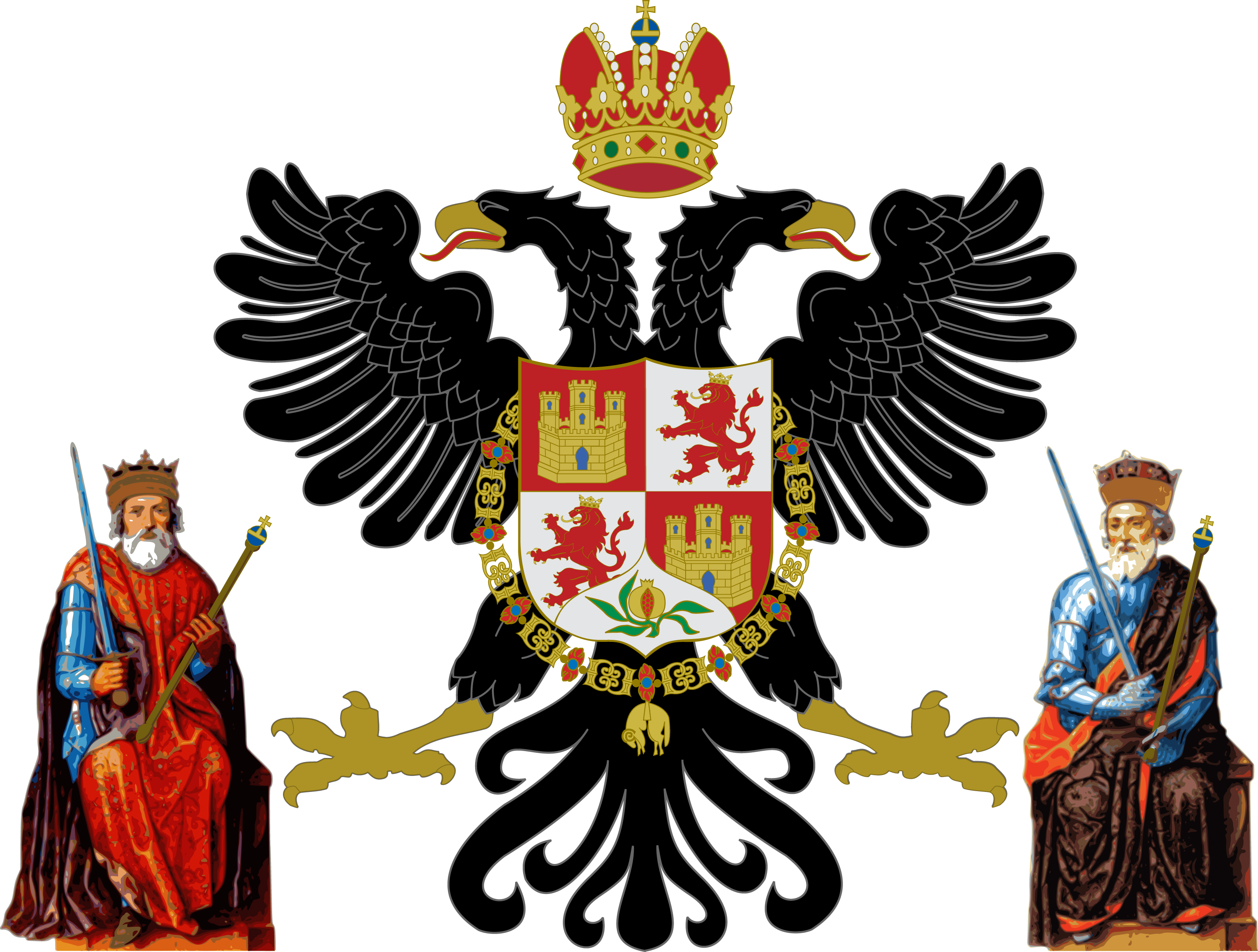
Stadtwappen Toledo
Wappen der Stadt Weißenburg in Bayern

Gemeindewappen
Wappen von Loppersum (Niederlande)
Wappen der Ortsgemeinde Reil (Rheinland-Pfalz)
Wappen von Simplon (Schweiz)

## Besonderheiten
- Eine Besonderheit stellt im Wappen von Versailles der doppelköpfige Hahn anstelle des doppelköpfigen Adlers dar. Hier hat das französische Nationaltier eine Adlerrolle übernommen.
- Insbesondere in der iranischen Ikonographie findet sich bereits in präislamischen und frühislamischen Darstellungen ein dem Doppeladler vergleichbarer doppelköpfiger Adler, der auf seinem Körper eine geflügelte Figur trägt, ein Motiv das später in das allgemeine Repertoire der islamischen Kunst übernommen wurde.[16]